# Hers-Vif
Hers è nel sud della Francia il nome di due corsi d'acqua: l'Hers-Vif e l'Hers-Mort. L'Hers-Vif è l'affluente più importante dell'Ariège (è detto infatti anche "Grand Hers"), alla cui riva destra si getta a Cintegabelle, nell'Alta Garonna. Il suo nome in occitano è Èrç.

## Geografia
L'Hers-Vif nasce dal colle di Chioula, a un'altitudine di poco meno di 1 500 metri s.l.m., nella catena montuosa dei Pirenei.
La sua fonte si trova nel territorio comunale di Prades, nell'Ariège. 

### Dipartimenti e comuni attraversati
Lungo il suo corso di circa 135 km l'Hers-Vif attraversa i seguenti dipartimenti e comuni:
- Ariège: Prades, Bélesta, La Bastide-sur-l'Hers, Mirepoix, Mazères
- Aude: Comus, Chalabre
- Alta Garonna: Calmont

## Alluvioni
L'Hers-Vif è tristemente famoso a causa delle sue relativamente frequenti e spettacolari alluvioni, la più antica delle quali, nota, risale al 16 giugno 1289, quando la violenza della acque distrusse la città di Mirepoix.
Le più recenti di notevole entità sono (rilevamenti e/o stime a Mazères):
- 23 giugno 1875: portata stimata di 1500 m3/s;
- 6 febbraio 1919: portata stimata da 600 a 800 m3/s;
- 19 maggio 1977: portata stimata di 1070 m3/s
- 16 gennaio 1981: portata stimata di 1100 m3/s
- 11 giugno 2000: portata stimata di 500 m3/s
- 24 gennaio 2004: portata stimata di 500 m3/s.